# گراف هی‌وود

نامگذاری به نام: پرسی جان هیوود تعداد رأس‌ها:۱۴ تعداد یال‌ها:۲۱ عدد رنگی:۲ اندیس رنگی:۳ مینیمم طول دور:۶ منتظمیک

 گراف بدون جهت با ۱۴ رأس و ۲۱ یال است. گراف هی وود ۳-منتظم است و همهٔ دورها در آن ۶ یا بیشتر یال دارند. عدد تقاطع که همان قطرگراف است ۳ است و کوچکترین گراف منتظم با این عدد تقاطع است. این گراف به نام پرسی جان هی وود نامگذاری شده‌است.
این گراف هم همیتولی و هم دو بخشی است.
عدد پوششی و عدد استقلال ان هر کدام ۷ هستند=>a=b=۷